# La Vid (La Pola de Gordón)
La Vid de Gordón es una localidad española, perteneciente al municipio de La Pola de Gordón, en la provincia de León y la comarca de la Montaña Central, en la Comunidad Autónoma de Castilla y León.
Perteneció al antiguo Concejo de Vegacervera.

## Ubicación
Los terrenos de La Vid limitan con los de Fontún de la Tercia y Velilla de la Tercia al norte, Cármenes, Almuzara, Valverdín, Gete y Getino al noreste, Felmín, Valporquero de Torío y Villar del Puerto al este, Serrilla, Matallana de Torío, Orzonaga y Llombera al sureste, Ciñera al sur, Vega de Gordón, Beberino y Cabornera al suroeste, Buiza al oeste y Casares de Arbas, Viadangos de Arbas, Poladura de la Tercia, San Martín de la Tercia, Rodiezmo de la Tercia y Villasimpliz al noroeste.
El principal acceso a la localidad es la carretera nacional N-630 de Gijón a Sevilla. Por esta carretera, hacia el sur, la distancia a León es de 40 km y de 6 km a la capital municipal. Hacia el norte, se encuentra a 74 km de Oviedo y a 18 km del puerto de Pajares.
También existe conexión con Vegacervera, a través de la carretera provincial CV-103/13, dependiente de la Diputación de León.
La comunicación a pie con la localidad de Buiza es posible a través de un sendero señalizado.

## Medio natural
La localidad se encuentra situada en el valle formado por el río Bernesga, al que se unen dos afluentes conocidos como Arroyo de las Fuentes y Arroyo de la Pedrosa.
El Arroyo de las Fuentes desciende desde el Monte Fuentes, desembocando en el lugar conocido como La Gotera, al norte de la localidad. 
Por su parte, el Arroyo de la Pedrosa recoge a su vez las aguas del Arroyo del Puerto y finalmente desemboca en el extremo sur del pueblo, tras regar los huertos y prados situados al este de La Vid.
Al oeste de la localidad, en la ladera norte de Peña Rabera (1466 m s. n. m.) y Peña Blanca (1464 m s. n. m.) se encuentra un hayedo (localmente denominado faedo) de aproximadamente 32 ha de extensión, que se conserva prácticamente inalterado debido a lo escarpado del terreno. Otro bosque de hayas de aproximadamente 22 ha y las mismas características se localiza al este del pueblo, en la ladera umbría del monte que separa La Vid y Ciñera.
Por otro lado, las laderas sur de los montes que rodean la localidad (Pico de Chanza con 1612 m s. n. m. y Peña Solana con 1545 m s. n. m.), están cubiertas por bosques formados en su mayoría por robledal.

## Fiestas
Las fiestas patronales suelen comenzar el día 9 de agosto y prolongarse hasta día 11 del mismo mes, siendo el día grande el 10 de agosto festividad de San Lorenzo, fecha en la que es tradición subir en romería a la ermita ubicada en lo alto de la Peña de la Gotera.
Tradicionalmente se celebraba también el Corpus Christi, aunque se trata de una costumbre que en la actualidad ha caído en desuso.